# Ptaki śpiewają w Kigali
Ptaki śpiewają w Kigali – polski dramat społeczny z 2017 roku w reżyserii Joanny Kos-Krauze i Krzysztofa Krauzego. Film powstał na podstawie scenariusza małżeństwa filmowców, był kręcony w latach 2014–2015, ukończony został przez Joannę Kos-Krauze, po śmierci Krzysztofa Krauzego w grudniu 2014.
Autorami zdjęć do filmu są Krzysztof Ptak, Józefina Gocma i Wojciech Staroń; a scenografii i kostiumów – Claudine Jolie Murenzi i Agnieszka Zawadowska. Muzykę skomponował Paweł Szymański, a za montaż odpowiadała Katarzyna Leśniak. 
W rolach głównych wystąpili Jowita Budnik, Eliane Umuhire i Witold Wieliński. Zdjęcia kręcono w Rwandzie (Kigali) i Kenii oraz na Dolnym Śląsku (Wrocław i Pracze).
Trwający 113 minut film wyprodukował Kosfilm w koprodukcji z TVP, Odra-Film, NCK oraz Studiem A, zaś dystrybutorem został Kino Świat. Po raz pierwszy został pokazany 4 lipca tegoż roku na Festiwalu w Karlowych Warach, zaś jego oficjalna premiera miała miejsce 22 września 2017.

## Fabuła
Polska ornitolożka Anna Keller (Jowita Budnik) prowadzi badania nad sępami w Rwandzie. Tymczasem konflikt pomiędzy dwoma grupami ludności zamieszkującymi ten kraj – Tutsi i Hutu przeradza się w ludobójstwo Tutsich. Keller ratuje młodą Rwandyjkę (Eliane Umuhire) i zabiera ją ze sobą do Polski. To film o potędze przyrody, przyjaźni i przebaczeniu.

## Obsada
W filmie wystąpili:

- Jowita Budnik jako Anna Keller
- Eliane Umuhire jako Claudine Mugambira
- Witold Wieliński jako Witek
- Ciza Remy Muhirwa jako Jean Paul
- Herve Kimenyi Rutaremara jako Sebastian
- Didacienne Nibagwire jako Marie-Christine
- Anna Ilczuk jako Falska
- Aleksander Mikołajczak jako pułkownik
- Jerzy Gudejko jako Jan
- Maciej Tomaszewski jako urzędnik
- Wiesław Cichy jako oficer
- Bolesław Abart jako ojciec Anny
- Kennedy Jones Muzimpaka jako Bitero
- Joel Echallier jako Wolf
- Alicja Smotryś jako siostra zakonna
- Maciej Wojdyła jako policjant
- Przemysław Puchała jako policjant

## Nagrody
Budnik i Umuhire otrzymały ex aequo nagrody dla najlepszej aktorki na 42. Festiwalu Filmowym w Gdyni oraz na Festiwalu w Karlowych Warach. Na Festiwalu w Gdyni małżeństwo Krauzów otrzymało za film Srebrne Lwy, a Katarzyna Leśniak otrzymała nagrodę za najlepszy montaż.